# محمد عبد اللطيف مطلب الاسدي
محمد عبد اللطيف مطلب الاسدي عالم فيزيائي عراقي ، ولد عام 1921م، في مدينة الحلة، في العراق، واكمل دراسته في المدرسة الابتدائية الغربية ثم في متوسطة الحلة للبنين، وتخرج من ثانوية الحلة عام 1938م، ثم سافر إلى بيروت ليكمل دراسته في الجامعة الأمريكية وتخرج منها عام 1943م، متخصصاً بالعلوم الفيزياوية وبعد عودته عُين مدرساً في ثانوية الحلة للبنين وبعدها تعين استاذا في كلية العلوم في جامعة بغداد للسنوات (1946- 1964)، وخلال ذلك تم اعتقاله كسجين سياسي في العهد الملكي في سجن نقرة السلمان لمدة عشرة سنوات حيث أفرج عنه بعد ثورة 14 تموز 1958م، وسافر بعدها إلى دولة ألمانيا الشرقية عام 1964م، وحاز على الهابيل وهي شهادة ألمانية تعادل شهادة DSc دكتوراه بالعلوم، واستطاع الحصول على شهادة الدكتوراه في اختصاص الفيزياء النووية عام 1968م، من جامعة درسدن الألمانية، ولكنه لم يكتفي بشهادة واحدة حيث جد وأجتهد حتى نال شهادة دكتوراه ثانية في فلسفة الفيزياء من جامعة همبولت في برلين عام 1974م، وكتب في الصحف العلمية والمجلات الثقافية وأصدر عددا من الكتب.
ولقد حل ضيفًا على برنامج العلم للجميع في التلفاز العراقي في فترة السبعينيات من القرن العشرين، وكان يشرح مواضيعًا في علم الفيزياء مع الاستاذ كامل الدباغ.

## زواجه
تزوج في ألمانيا من امراة ألمانية وانجب منها ابنه فارس.

## أهم مؤلفاته
- فلسفة الفيزياء.1977 سلسله الموسوعة الصغيره-2
- تاريخ علوم الطبيعة.
- صورة الكون.سلسله الموسوعة الصغيره-35
- القنبلة النيوترونية.
- الفلسفة والفيزياء الجزء الأول 1985سلسله الموسوعة الصغيره-162
- الفلسفة والفيزياء 1985الجزء الثاني سلسله الموسوعة الصغيره-163
- علماء فلاسفة.

## وفاته
أحيل على التقاعد عام 1978م، وسافر بعدها إلى ألمانيا وبقي فيها حتى وفاته يوم 10 تشرين الثاني 1998م، واوصى ان يدفن جثمانه في مدينة النجف في العراق.